# Hinojos
Hinojos település Spanyolországban, Huelva tartományban. Hinojos Almonte, Bollullos Par del Condado, Villalba del Alcor, Manzanilla, Chucena, Pilas, Villamanrique de la Condesa és Aznalcázar községekkel határos. Lakosainak száma 4056 fő (2024).

## Népesség
A település népessége az utóbbi években az alábbiak szerint változott:
| Lakosok száma | 3544 | 3683 | 3797 | 3890 | 3924 | 4003 | 3893 | 3976 | 3903 | 4056 |
|               | 2001 | 2004 | 2006 | 2009 | 2011 | 2014 | 2016 | 2019 | 2021 | 2024 |